# Хенри VIII
Хенри VIII (на английски: Henry VIII) е крал на Англия от 22 април 1509 до 28 януари 1547 г., син и наследник на крал Хенри VII. Той е вторият крал от династията Тюдор и един от най-ярките представители на английския абсолютизъм.

## Крал на Англия
Става крал на Англия през 1509 г. и през същата година се жени за първи път за Катерина Арагонска, вдовица на брат му Артър.
Известен е предимно с многото си бракове. Жени се общо 6 пъти: негови съпруги, освен Катерина Арагонска, са Ан Болейн, Джейн Сиймур, Ана Клевска, Катрин Хауърд и Катрин Пар. Негови дъщери са кралица Мария I Тюдор (от брака му с Катерина Арагонска) и кралица Елизабет I (от брака му с Ан Болейн), които управляват една след друга след смъртта му. От брака му с Джейн Сиймур през 1537 г. се ражда бъдещият крал Едуард VI.
Хенри VIII се опира при управлението си на тесен кръг приближени (кардинал Уолси, а по-късно Томас Кромуел и Томас Кранмър). По време на неговото властване е проведена Реформацията, която той разглежда като важно средство за укрепване на абсолютизма и кралската хазна. Повод за Реформацията е отхвърлянето на индулгенциите. През 1534 г., след скъсване на отношенията с папата, е провъзгласен от парламента за глава на английската (англиканската) църква, запазила католическите обреди. Англиканството е първата религия в Европа, създадена едновременно изцяло от светската власт и отгоре надолу след неуспешните опити за налагане на реформирано гръко-римско езичество от император Юлиан Отстъпника по време на управлението му през 361 - 363-та година.  
Томас Мор, обявил се против казионната Реформация, е убит (1535 г.). През 1536 и 1539 г. е проведена секуларизация и манастирските земи преминават в ръцете на аристокрацията. Съпротивата в защита на предишната Католическа религия е жестоко потушавана. Огромните разходи на двора и войните с Франция и Германия довеждат в края на управлението му до пълна икономическа и финансова разруха.
Хенри VIII умира на 28 януари 1547 г. на 55-годишна възраст.